# 三原正人
三原 正人（みはら まさと、1959年5月1日 - 2013年1月12日）は日本の柔道家。階級は95kg級。身長は188cm。

## 経歴
東海大相模高校を経て東海大学に進学し、1979年の全日本新人体重別95kg級で優勝を飾った。全日本学生柔道優勝大会でも2年連続で優勝を飾った。
1981年には全日本学生柔道選手権大会で優勝すると、選抜体重別でも優勝を飾った。世界選手権では2回戦で敗れた
1982年には大阪府警に入り、1983年の講道館杯で優勝を遂げた。
1984年にはアジア選手権と選抜体重別で優勝を果たして、ロサンゼルスオリンピック代表に選出された。
ロサンゼルスオリンピックでは3回戦で韓国の河亨柱に合技で敗れると、敗者復活戦でもカナダのジョセフ・メリに敗れて7位にとどまった。

## 主な戦績
- 1979年 - 全日本新人体重別 優勝
- 1979年 - 全日本学生柔道優勝大会 優勝
- 1980年 - 全日本学生柔道優勝大会 優勝
- 1981年 - 講道館杯 3位
- 1981年 - 全日本学生柔道選手権大会 優勝
- 1981年 - 全日本学生柔道優勝大会 3位
- 1981年 - 選抜体重別 優勝
- 1982年 - 選抜体重別 3位
- 1983年 - 講道館杯 優勝
- 1984年 - アジア選手権 優勝
- 1984年 - 選抜体重別 優勝
- 1984年 - ロサンゼルスオリンピック 7位
- 1985年 - 講道館杯 2位
- 1985年 - 選抜体重別 3位